# Saratoga Springs
Saratoga Springs település az Amerikai Egyesült Államok New York államában, Saratoga megyében. Lakosainak száma 28 491 fő (2020. április 1.).

## Népesség
A település népességének változása:

| 2010 | 26 586 |
| 2020 | 28 491 |